# Liten blekspik
Liten blekspik (Sclerophora peronella) är en lavart som först beskrevs av Erik Acharius, och fick sitt nu gällande namn av Tibell. Liten blekspik ingår i släktet Sclerophora och familjen Coniocybaceae.  Arten är reproducerande i Sverige. Inga underarter finns listade i Catalogue of Life.